# Кирилин, Александр Алексеевич
Александр Алексеевич Кирилин (22.06.1924, Харьковская область — 15.05.1998) — советский военнослужащий, участник Великой Отечественной войны, полный кавалер ордена Славы, помощник командира взвода разведки 690-го стрелкового полка, старший сержант — на момент представления к награждению орденом Славы 2-й степени.

## Биография
Родился 22 июня 1924 года в селе Рубежное Волчанского района Харьковской области. Член ВКП/КПСС с 1944 года. Окончил 7 классов, в 1940 году — курсы шофёров. Работал в Рубежненской машинно-тракторной станции.
В сентябре 1941 года добровольцем вступил в Красную Армию и был зачислен в батальон аэродромного обслуживания. В 1942 году при приближении противников к Волге после неоднократных рапортов, направлен стрелком в 690-й стрелковый полк 126-й стрелковой дивизии. Воевал на Сталинградском, Южном и 4-м Украинском фронтах. Участвовал в Сталинградской битве, Ростовской операции, боях на реке Миус, освобождении Донбасса и Крыма.
Стрелок 690-го стрелкового полка красноармеец Кирилин 8-9 апреля 1944 года при штурме посёлка Армянск одним из первых ворвался на его окраину, из автомата сразил двух противников, гранатами забросал дзот, уничтожив его расчёт.
12 апреля на подступах к Симферополю он подкрался к вражеским позициям и противотанковыми гранатами подавил крупнокалиберный пулемёт противника, чем обеспечил продвижение батальона без потерь.
Приказом командира 126-й стрелковой дивизии от 26 апреля 1944 года красноармеец Кирилин Александр Алексеевич награждён орденом Славы 3-й степени.
В дальнейшем он участвовал в освобождении Севастополя. В июле 1944 года 126-я стрелковая дивизия в составе 2-й гвардейской армии была переброшена на 1-й Прибалтийский фронт и вёла бои в ходе Шяуляйской и Мемельской операций.
30 июля 1944 года во время операции по выводу из окружения 88-го гвардейского стрелкового полка Кирилин выполнял задание по разведке места дислоцирования и определению сил противника. В ходе его выполнения снял трёх часовых, добыл ценные сведения и с трофейным пулемётом вернулся в расположение полка, за что был награждён орденом Красной Звезды.
11 октября того же года старший сержант Кирилин во главе разведывательной группы производил разведку переднего края обороны противника севернее города Шилуте. При выполнение задания группа столкнулась с разведгруппой фашистов. В завязавшейся схватке было уничтожено 18 противников и один взят в плен. Лично Кирилин убил шестерых солдат врага.
С 12 октября, находясь в тылу неприятеля, в течение трёх суток вёл непрерывную разведку. За это время он подавил три огневые точки, уничтожил восьмерых солдат противника.
15 ноября 1944 года старший сержант Кирилин Александр Алексеевич повторно награждён орденом Славы 3-й степени. Указом Президиума Верховного Совета СССР от 26 ноября 1958 года перенаграждён орденом Славы 1-й степени.
Вновь отличился во время боёв в Восточной Пруссии.
25 января 1945 года помощник командира взвода разведки старший сержант Кирилин с разведчиками под обстрелом скрытно занял наблюдательный пункт впереди боевых порядков пехоты в 12 километрах северо-восточнее города Кёнигсберг и в течение суток корректировал огонь артиллерии, в результате чего было подавлено 15 огневых точек врага. Ведя разведку в ходе наступления, сообщал точные сведения о противнике. В боях истребил 24 противников, а вместе с бойцами 18 взял в плен.
Приказом по 43-й армии от 18 февраля 1945 года старший сержант Кирилин Александр Алексеевич награждён орденом Славы 2-й степени.
8 апреля 1945 года в боях за Кёнигсберг Кирилин во главе группы из пяти человек вступил в бой с противником и уничтожил три огневых точки и 28 немецких солдат и офицеров, ещё 79 противников захватил в плен. За этот бой он был награждён орденом Красного Знамени.
После взятия Кёнигсберга участвовал в Земландской и Берлинской операциях.
После войны продолжал службу в армии. В 1968 году подполковник А. А. Кирилин уволен в запас. Жил в городе Симферополь. Работал начальником штаба гражданской обороны при Симферопольской кондитерской фабрике, инженером отдела эксплуатации в объединении автомобильных станций Крыма. Умер 15 мая 1998 года.
Награждён орденами Красного Знамени, Отечественной войны 1-й степени, 2 орденами Красной Звезды, орденами Славы 1-й, 2-й и 3-й степени, медалями. Почётный гражданин города Армянск.